# Zlín 21
Zlín 21 (zkratka Z21) je české politické hnutí oficiálně zaregistované 5. září 2013 jako Zlín 2020 (zkratka Z2020). Hnutí působí ve Zlíně a ve Zlínském kraji.

## Vedení hnutí
Od srpna 2018 jsou hlavními představiteli hnutí předseda Čestmír Vančura, místopředseda Jaroslav Juráš a člen představenstva Tomáš Dudák.

## Účast ve volbách

### Volby do zastupitelstev obcí

#### Rok 2014
Ve volbách do zastupitelstev obcí v roce 2014 hnutí kandidovalo v koalici s KDU-ČSL do Zastupitelstva města Zlín a získalo celkem 3 mandáty.

#### Rok 2018
Ve volbách do zastupitelstev obcí v roce 2018 hnutí Z21 kandidovalo samostatně do Zastupitelstva města Zlín a společně s nezávislými kandidáty kandidovalo do Zastupitelstva obce Březnice. Hnutí získalo celkem 8 mandátů (7 ve Zlíně a 1 v Březnici).

#### Rok 2022
Ve volbách do zastupitelstev obcí v roce 2022 hnutí kandidovalo samostatně do Zastupitelstva města Zlín a získalo celkem 7 mandátů.

### Volby do Senátu PČR

#### Rok 2014
Ve volbách do Senátu PČR v roce 2014 kandidoval v obvodu č. 78 – Zlín za koalici tvořenou KDU-ČSL a hnutím Z21 náměstek primátora města Zlín, advokát a tehdejší předseda hnutí Aleš Dufek. V prvním kole voleb získal 7 704 hlasů (tj. 17,81 %), skončil třetí, a nepostoupil tak do druhéhé kola.

### Volby do zastupitelstev krajů

#### Rok 2024
Ve volbách do zastupitelstev krajů v roce 2024 hnutí Z21 kandidovalo do Zastupitelstva Zlínského kraje v rámci koalice „K21 ZLÍNSKÝ KRAJ 21. STOLETÍ“ (tj. KDU-ČSL a Z21). Lídrem kandidátky byl senátor Jiří Čunek z KDU-ČSL.

## Volební výsledky

### Zastupitelstva obcí
| Volby | Mandáty | Mandáty |
| Volby | Zvoleno | ±       |
| ----- | ------- | ------- |
| 2014  | 3/62121 | ▲3      |
| 2018  | 8/61950 | ▲5      |
| 2022  | 7/61780 | ▼1      |

### Senát PČR
| Volby | Senátní obvod | Kandidát   | Volební strana | Volební strana | Navrhující strana | Politická příslušnost | První kolo | První kolo | Druhé kolo | Druhé kolo |
| Volby | Senátní obvod | Kandidát   | Volební strana | Volební strana | Navrhující strana | Politická příslušnost | Hlasy      | Hlasy      | Hlasy      | Hlasy      |
| Volby | Senátní obvod | Kandidát   | Volební strana | Volební strana | Navrhující strana | Politická příslušnost | Celkem     | %          | Celkem     | %          |
| ----- | ------------- | ---------- | -------------- | -------------- | ----------------- | --------------------- | ---------- | ---------- | ---------- | ---------- |
| 2014  | č. 78 – Zlín  | Aleš Dufek |                | KDU-ČSL, Z21   | KDU-ČSL           | Z21                   | 7 704      | 17,81      | –          | –          |

### Zastupitelstva krajů
| Volby | Kraj    | Kandidátní listina           | Hlasy         | Hlasy         | Mandáty       | Mandáty       |
| Volby | Kraj    | Kandidátní listina           | Celkem        | %             | Mandáty       | Mandáty       |
| Volby | Kraj    | Kandidátní listina           | Celkem        | %             | Zvoleno       | ±             |
| ----- | ------- | ---------------------------- | ------------- | ------------- | ------------- | ------------- |
| 2024  | Zlínský | K21 ZLÍNSKÝ KRAJ 21. STOLETÍ | bude oznámeno | bude oznámeno | bude oznámeno | bude oznámeno |